# اچ‌ام‌ان‌زداس ماناوانویی (۱۹۴۸)
اچ‌ام‌ان‌زداس ماناوانویی (۱۹۴۸) (به انگلیسی: HMNZS Manawanui (1948)) یک کشتی بود که طول آن ۲۳ متر (۷۵ فوت) بود. این کشتی در سال ۱۹۴۵ ساخته شد.